# Integrierte Entwicklungsumgebung

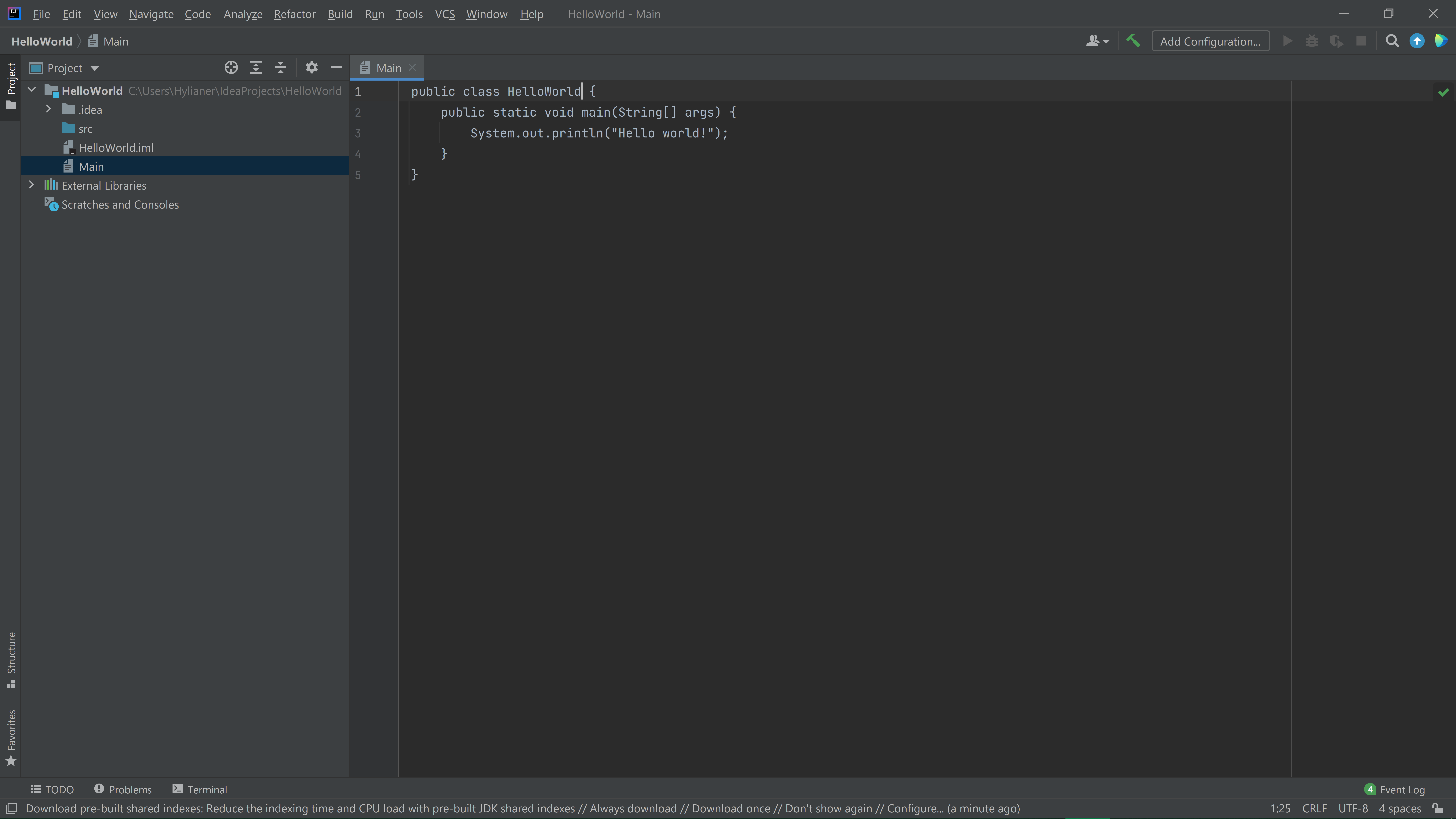
IntelliJ IDEA Community Edition 2021.1 von JetBrains für Windows, Linux und macOS. Es werden zahlreiche Programmiersprachen durch IDE-Ableger unterstützt.

Microsoft Visual Studio 2012, IDE für Windows

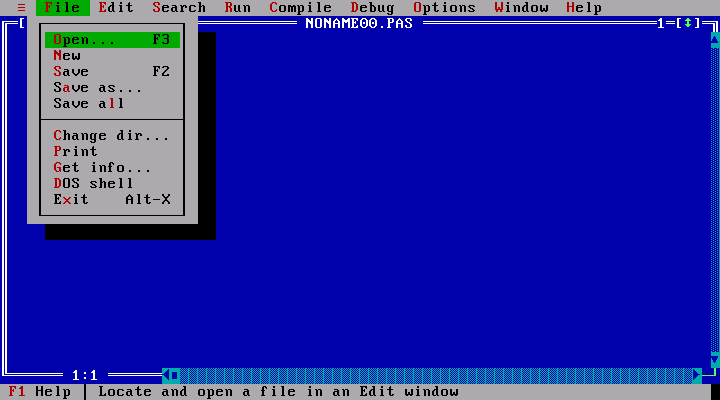
Turbo Pascal von Borland, eine IDE aus den 1980/90er Jahren mit zeichenorientierter Benutzerschnittstelle

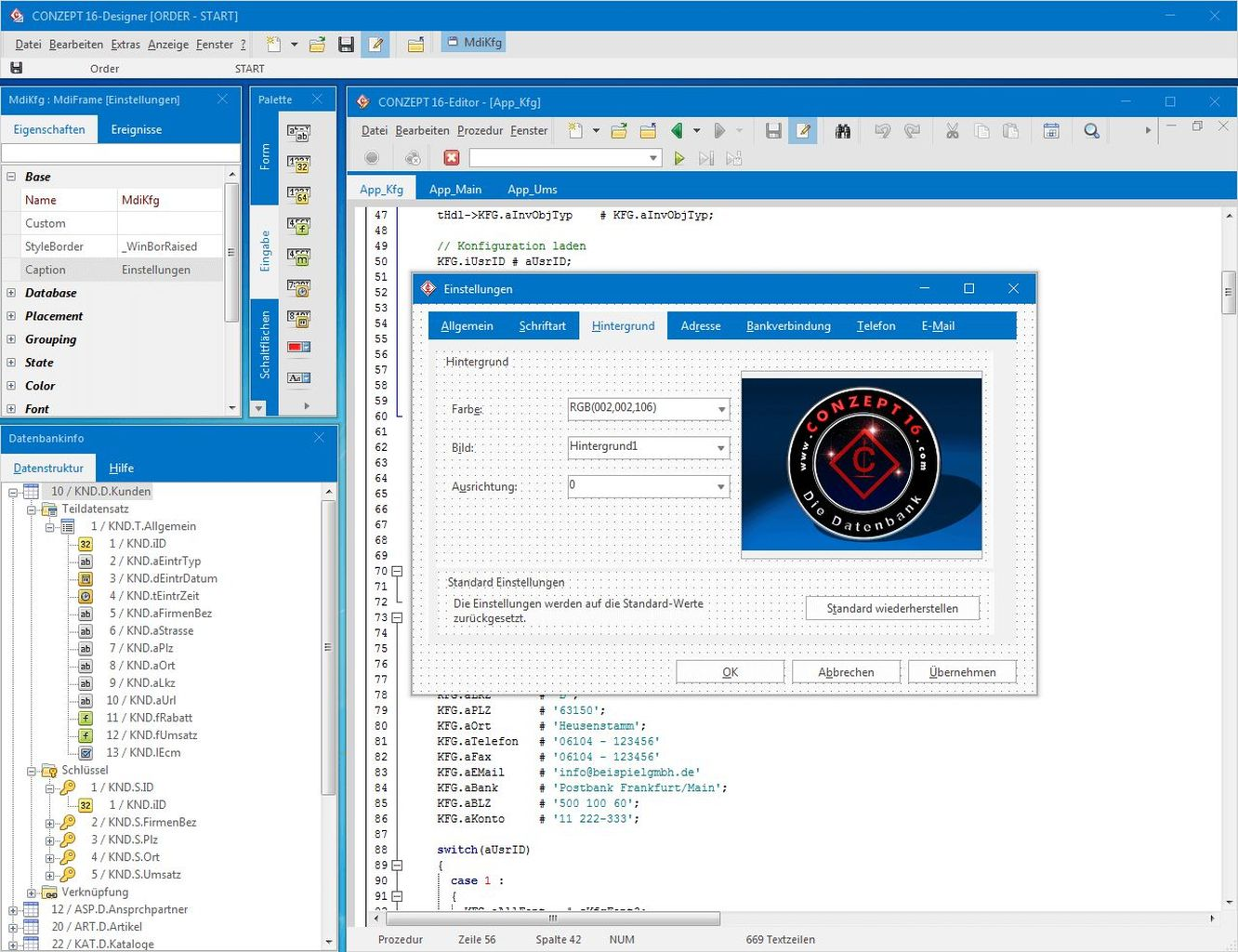
CONZEPT 16, ein Datenbanksystem mit integrierter Entwicklungsumgebung

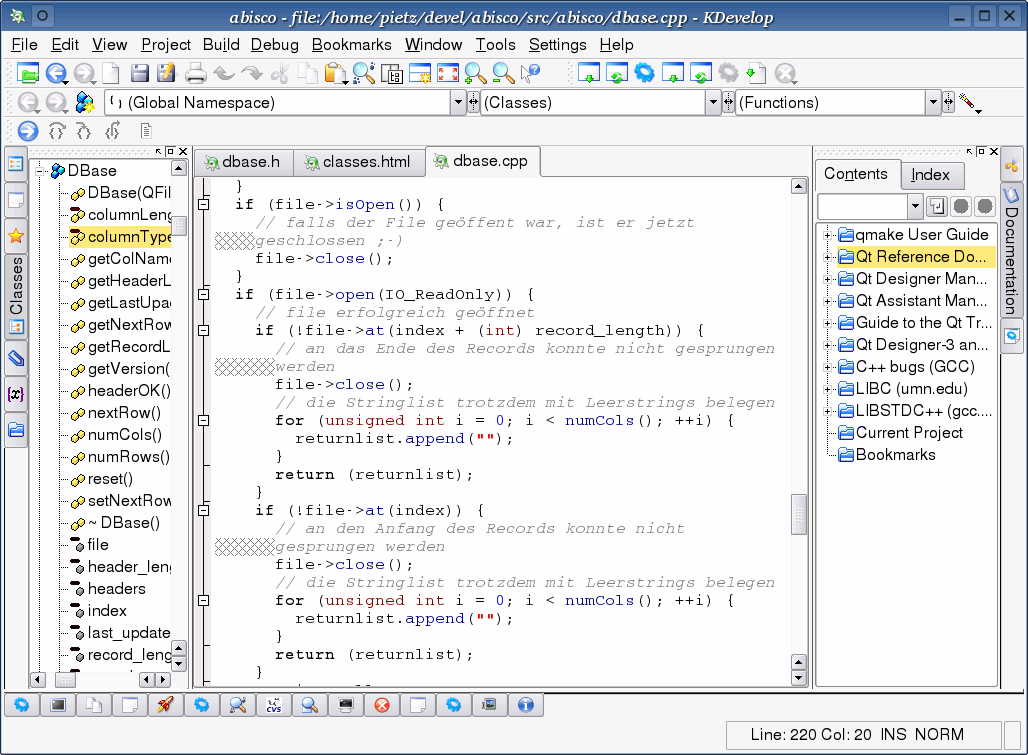
KDevelop, eine freie IDE für KDE

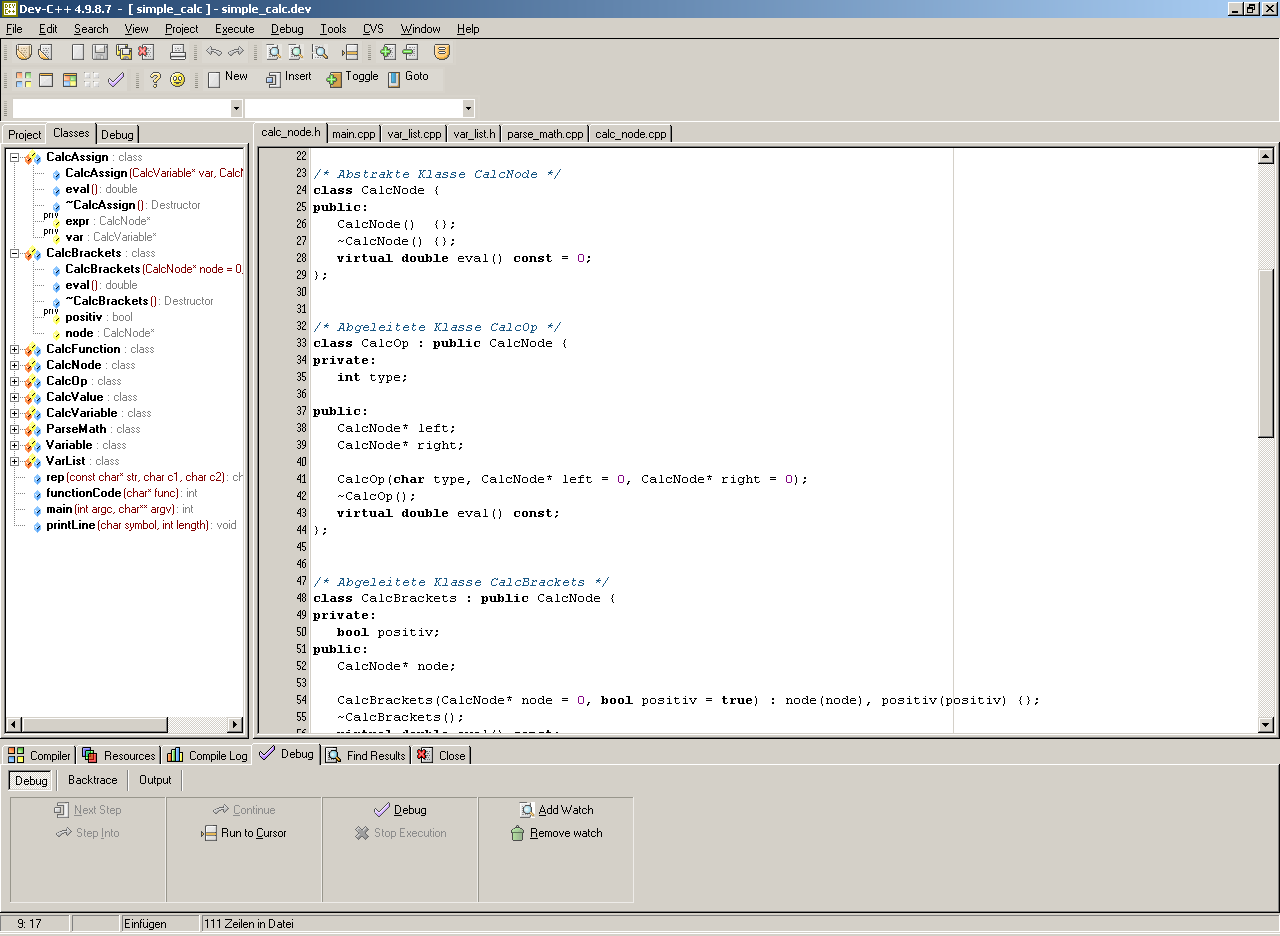
Dev-C++, eine freie IDE für Windows

Eine integrierte Entwicklungsumgebung (IDE, von englisch integrated development environment) ist eine Sammlung von Computerprogrammen, mit denen die Aufgaben der Softwareentwicklung möglichst ohne Medienbrüche bearbeitet werden können.
IDEs stellen hilfreiche Werkzeuge bereit, die Softwareentwicklern häufig wiederkehrende Aufgaben abnehmen, einen schnellen Zugriff auf einzelne Funktionen bieten, mit denen die Arbeits(zwischen)ergebnisse verwaltet und in spätere Bearbeitungsfunktionen direkt überführt werden können. Entwickler werden dadurch von formalen Arbeiten entlastet und können ihre eigentliche Aufgabe, das Entwickeln/Programmieren von Software, mit Systemunterstützung effizient ausführen.
IDEs gibt es für nahezu alle Programmiersprachen und Plattformen. Oft wird damit nur eine Programmiersprache unterstützt. Es gibt aber auch Anwendungen, die mehrere spezielle IDEs unter einer gemeinsamen Benutzeroberfläche zusammenfassen. Auch gibt es sie für Konzepte, die darauf zielen, mehr oder weniger „programmierfrei“ Anwendungssoftware per Konfiguration zu erstellen (z. B. Universal Application), und die somit nicht auf eine bestimmte Programmiersprache ausgerichtet sind; siehe Deklarative Programmierung.
Synonym verwendete Bezeichnungen sind unter anderem: Softwareentwicklungsumgebung (SEU), Softwareproduktionsumgebung (SPU, englisch software production environment) und Softwareentwicklungsumgebung (englisch software engineering environment), software engineering environment system (SEES), integrated design environment (für Teilaspekte). Auch bieten Entwicklungswerkzeuge, die als Software Development Kit (SDK), RAD-Tool (siehe Rapid Application Development), Low Code Development oder unter ähnlichen Bezeichnungen vertrieben werden, Funktionalitäten zur „Integrierten Softwareentwicklung“.
Abweichende Bedeutung: Der Ausdruck Entwicklungsumgebung wird als Abgrenzung zu anderen Systemumgebungen nicht zwangsläufig als Hardwareplattform verstanden, sondern in engerem Sinn als die zur Softwareentwicklung (integriert) benutzte Funktionalität, unabhängig von der technischen Systemarchitektur.

## Integriert / nicht integriert
Den Überbegriff für jegliche Art von „rechnergestützte Softwareentwicklung“ (= „CASE“) gliederte Alfonso Fuggetta in drei Kategorien:
1. „Tools“ (deutsch ‚Werkzeuge‘, für einzelne Aktivitäten im Software-Lebenszyklus),
2. „Workbenches“ (deutsch ‚Werkbänke‘, sie umfassen mehrere Werkzeuge),
3. „Environments“ (deutsch ‚Umgebungen‘, die Kombination mehrerer Workbenches und Werkzeuge zur Unterstützung des kompletten Software-Lebenszyklus).

Als nicht integriert, trotzdem gelegentlich verallgemeinernd Entwicklungsumgebung genannt, gilt demnach der Einsatz nur einzelner Programmierwerkzeuge, zum Beispiel: Texteditor, Compiler bzw. Interpreter, Linker, evtl. ein Debugger. Die Entwickler müssen die einzelnen Arbeitsschritte gezielt anstoßen. Beispiel: a) Quelltext öffnen, ändern/editieren, speichern; b) Compiler aufrufen, Ergebnis prüfen; c) Aufrufen Linker, Ergebnis prüfen; d) Programm ausführen (z. B. zum Testen).
Der Aspekt integriert erfordert dagegen mehr als einzelne getrennt operierende Werkzeuge. Eigenschaften/Funktionen einer IDE können beispielsweise folgende sein:
- Aufeinander abgestimmte Methoden mit ähnlicher Philosophie[6]
- Die Prozesse der Softwareentwicklung oder auch des gesamten Software-Lebenszyklus werden begleitet und unterstützt.[6]
- Eine Entwicklungsdatenbank (siehe auch Repository und Data-Dictionary) speichert (Zwischen-)Ergebnisse und macht sie für die jeweils nächsten Werkzeuge verfügbar – die über eine einheitliche/gemeinsame Benutzeroberfläche aktiviert werden können.

Beispiel: Die für ein Formular oder einen Report per GUI definierten Datenfelder können so im Programmcode-Editor direkt referenziert/verwendet werden.
- Unterstützung bei konzeptionellen Aspekten der Softwareentwicklung wie die sogenannten strukturierten Vorgehensweisen Strukturierte Analyse und Strukturiertes Design (SA/SD), die grafische Notationsweise UML oder Datenmodellierungsmethoden wie Entity-Relationship-Modellierung (ERM/SERM).
- Weitere zur Softwareentwicklung hilfreiche Komponenten können z. B. sein: Eine Versionsverwaltung, Anwendungen zur einfachen Erstellung von grafischen Benutzeroberflächen (auch GUI genannt), Quelltextformatierung, Unterstützung für das Projektmanagement, zum Testen oder bei der Produktivsetzung der Software (Release-/Deployment Management).

Zur Bewertung einer IDE sind weitere „spezifische Kriterien für die Bewertung von integrierten Entwicklungsumgebungen“ nötig – wie besondere Komfortfunktionen von Texteditoren, automatisches Kompilieren und Debugging, das Einrichten von Bedienhilfen wie Tastenkombinationen oder Makros, Generierungsfunktionen und viele andere Funktionalitäten. Je nachdem, ob und in welchem Maß diese für ein konkretes Softwareentwicklungsprodukt zutreffen, lässt sich dieses als IDE bezeichnen – oder nicht. Die Grenzen sind jeweils fließend.

## Geschichte
Integrierte Entwicklungsumgebungen kamen in der ersten Hälfte der 1980er Jahre auf und lösten die damals übliche Praxis ab, Editor, Compiler, Linker und Debugger als vier getrennte Produkte anzubieten, die jeweils getrennt ausgeführt wurden. Maestro I (ursprünglich Programm-Entwicklungs-Terminal-System, PET) von Softlab war weltweit die erste Integrierte Entwicklungsumgebung für Software.
In den 1980er Jahren kamen neben den integrierten Entwicklungsumgebungen für Standardprogrammiersprachen der dritten Generation solche für 4GL-Programmiersprachen wie z. B. Natural auf, die zum Teil bis heute im Markt vertreten sind. Auch diese bieten neben der Programmiersprache in einer interaktiven integrierten Entwicklungsumgebung alle Werkzeuge wie Analyse- und Designwerkzeug, Texteditor, Maskeneditor, GUI Designer, Compiler bzw. Interpreter, Linker, Debugger, Quelltextformatierungsfunktion.
Während die ersten IDEs noch textbasiert arbeiteten, ging der Trend vor allem bei den großen Anbietern seit ca. 1990 zunehmend hin zu visuellen Programmierumgebungen. Vor allem für Spezialsprachen gibt es aber auch später noch verschiedene Text-IDEs.